# Xylocarpus granatum
Espèce
Statut de conservation UICN

LC : Préoccupation mineure
Xylocarpus granatum est une espèce d'arbres tropicaux de la famille des Meliaceae, poussant dans les mangroves de l'Océan Indien.
En Nouvelle-Calédonie, l'espèce est nommée en français Milnéa ou palméa, en Touho ihwaiu, en xârâcùù tiarèxöné, en drubéa-Yaté Téogni. À Mayotte, elle est appelée en shimaore mgodzo bole et en shibushi karutsi antalaoutsi be.

## Description

### Appareil végétatif

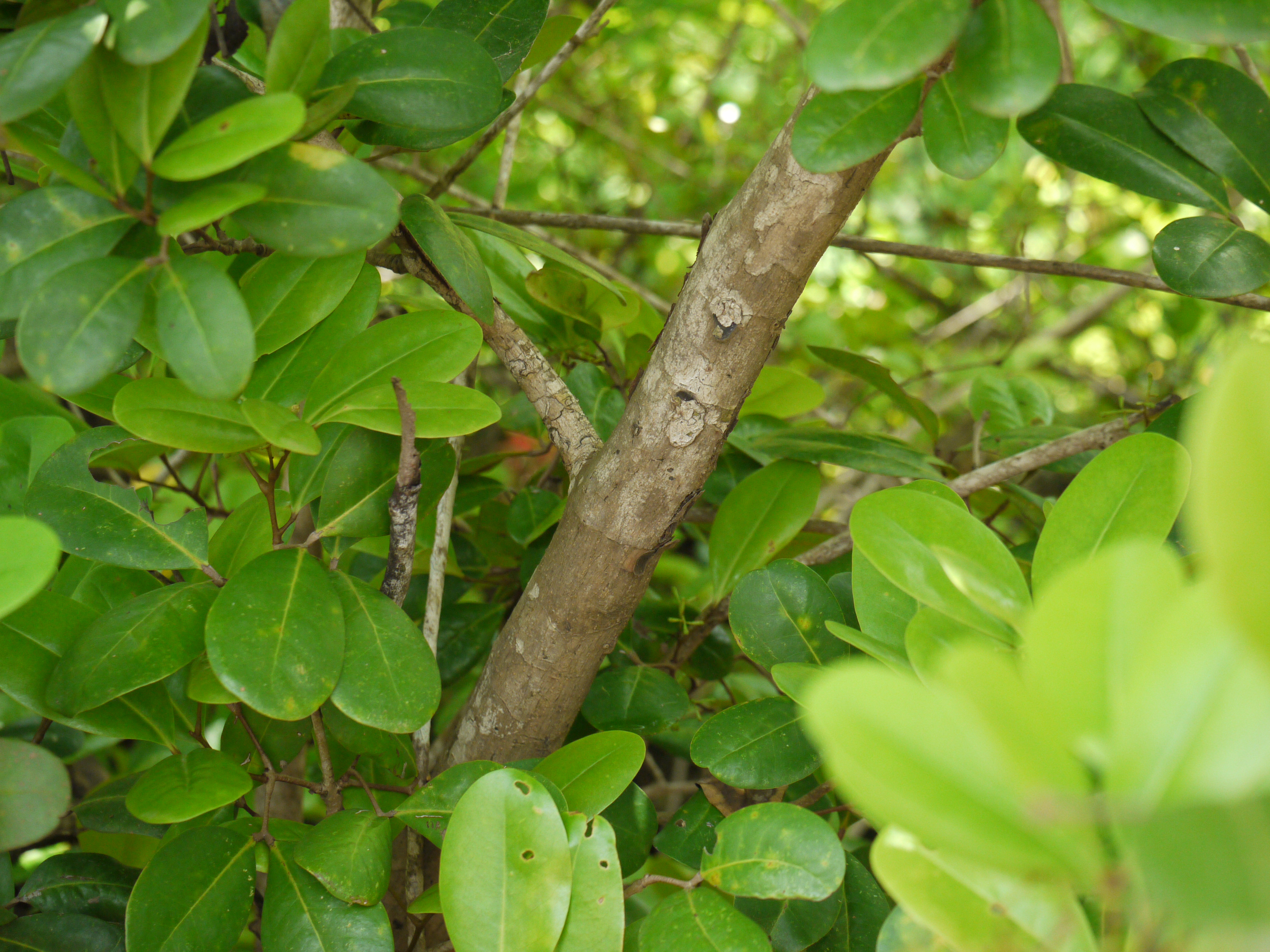
Branche et feuilles.

C'est un arbre ou un arbuste mesurant jusqu'à 5 m de haut. Les branches sont grises, lisses et glabres. Les feuilles sont longues d'environ 15 cm. Le pétiole et le rachis sont cylindriques, glabres ; le pétiole est long de 3 à 5 cm. Les feuilles comptent généralement quatre folioles opposées ; les pétiolules mesurent environ 4 mm, la base gonflée ; les folioles ont le limbe elliptique à obovale-oblong, long de 4 à 9 cm et large de 2,5 à 5 cm, subalterne, les deux faces glabres et généralement pâles, à 8 à 10 nervures secondaires de chaque côté de la nervure médiane ; elles sont ascendantes, s'anastomosant près du bord, réticulées éparses et plus ou moins évidentes, à base cunéiforme à largement cunéiforme, au bord entier, au sommet arrondi.

### Appareil reproducteur

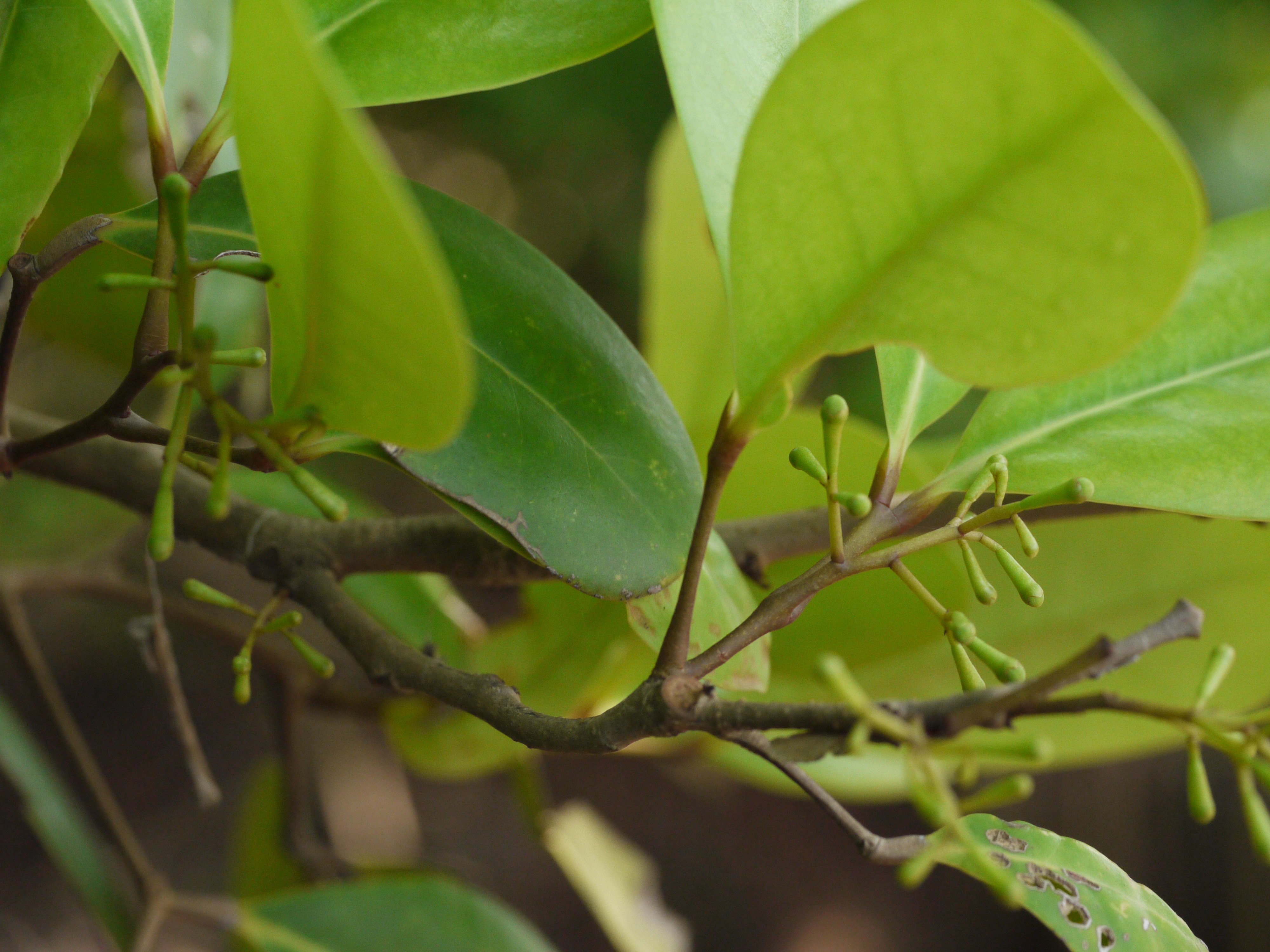
Cymes.

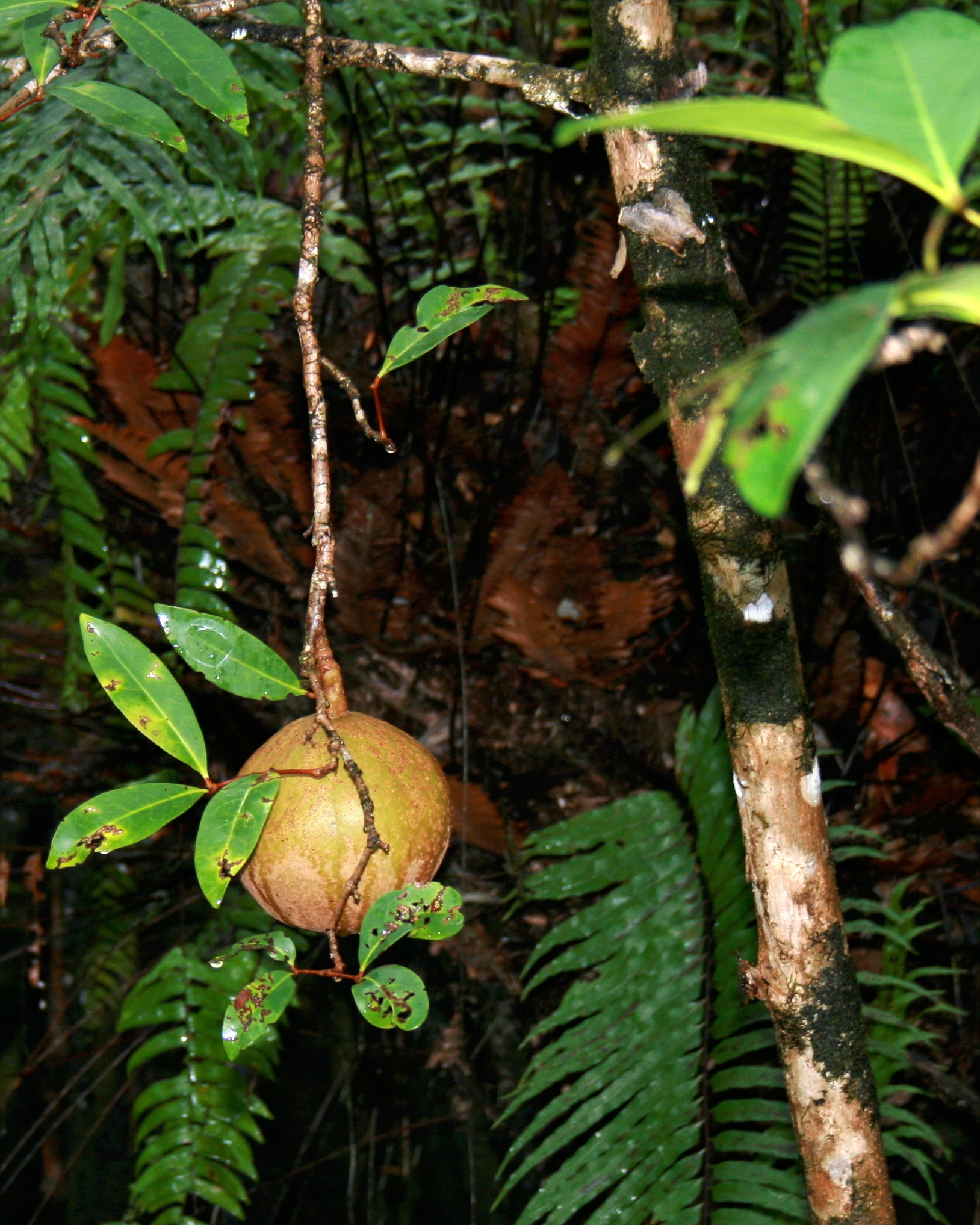
Fruit.

Les inflorescences sont des cymes composées d'une, deux ou trois fleurs, de nombreuses cymes formant des thyrses, glabres. Le pédicelle est long de 1 cm ou plus. Les lobes du calice sont arrondis. Les pétales sont blancs, obovale-oblongs, d'environ 6 mm de long, coriaces. Les lobes du tube staminal sont suborbiculaires et faiblement bipartites ; les anthères sont ellipsoïdes, glabres, à base cordée. Le disque est plus ou moins aussi haut que l'ovaire, la base contractée, l'apex charnu, strié. Le style est subquadrigonal, glabre. Le stigmate est plus ou moins aussi long que le tube staminal. Le fruit est une capsule de 10–12 cm de diamètre, stipendiée, contenant 8 à 12 graines. Dans le Sud de la Chine, la floraison et la fructification se déroulent entre avril et novembre.

## Répartition
L'aire de répartition de l'espèce recouvre les côtes tropicales et équatoriales de l'Océan Indien (Est de l'Afrique, Asie du Sud et du Sud-Est). Elle est recensée à Aldabra, sur les îles Andaman, au Bangladesh, sur l'archipel Bismarck, à Bornéo, au Cambodge, sur les îles Caroline, aux Comores, aux Fidji, à Hainan, en Inde, à Java, au Kenya, sur KwaZulu-Natal, sur les Petites îles de la Sonde, à Madagascar, en Malaisie, à Mayotte, au Mozambique, au Myanmar, en Nouvelle-Calédonie, en Nouvelle-Guinée, sur les îles Nicobar, aux Philippines, aux Seychelles, sur les îles Salomon, en Somalie, au Sri Lanka, à Célèbes, à Sumatra, en Tanzanie, en Thaïlande, au Tonga, au Vanuatu et au Viêt Nam.

## Habitat et écologie
Cette espèce se trouve dans la zone estuarienne intermédiaire, dans les régions intertidales moyennes à hautes, le long des rives et des criques connaissant les marées. Sa croissance est lente mais elle peut atteindre le stade d'un grand arbre. Elle pousse généralement de façon éparpillée mais forme parfois des peuplements. Les graines flottent juste sous la surface de la mer et sont largement dispersées par les courants. Xylocarpus a été l'un des premiers genres d'arbres à coloniser les pentes du Krakatoa après son éruption en 1883.
À Mayotte, c'est une « espèce diagnostique » des mangroves médiolittorales (intertidales) sur vases, des mangroves internes oligohalines sur vases, de la mangrove interne à Rhizophoraceae et Xylocarpus granatum, et de la ripisylve mangrovienne à Ceriops tagal et Xylocarpus granatum.

## Menaces et conservation
L'habitat de l'espèce, les mangroves, est menacé par l'élévation du niveau de la mer, et sa destruction directe pour les élevages de crevettes, l'agriculture, les étangs piscicoles, la production de riz et les marais salants, ainsi que pour le développement des zones urbaines et industrielles, la construction de routes, les plantations de cocotiers, les ports, les aéroports et les stations touristiques. Les autres menaces comprennent la pollution due aux effluents d'eaux usées, aux déchets solides, à l'envasement, aux hydrocarbures et au ruissellement agricole et urbain. Le changement climatique est également considéré comme une menace, en particulier aux limites de l'aire de répartition de l'espèce. Les cyclones, les ouragans et les tsunamis sont des menaces naturelles.
Elle est réglementée et protégée à Mayotte, inscrite comme « espèce vulnérable » (VU) sur la Liste rouge de la flore vasculaire de Mayotte (2014).
Il s'agit malgré tout d'une espèce très commune et très répandue, bien que moins commune en Afrique de l'Est. Bien qu'il y ait des déclins globaux de l'aire de répartition en de nombreux endroits, ceux-ci ne sont pas suffisants pour atteindre l'un des seuils de la catégorie menacée. L'espèce est donc classée dans la catégorie « préoccupation mineure » (LC) par l'UICN (18 juin 2022).

## Systématique
L'espèce a été décrite de Malaisie en 1784 par le botaniste allemand Johann Gerhard Koenig, dans (de) Der Naturforscher, vol. 20, p. 2, sous le nom correct et basionyme Xylocarpus granatum. C'est l'espèce type du genre Xylocarpus, dont le nom vient du grec ancien, Xylo pour « bois » et carpus pour « fruit ». Le genre est classé dans la sous-famille des Cedreloideae ou des Swietenioideae, tribu des Xylocarpeae,.
Xylocarpus granatum a pour synonymes :
- Amoora salomoniensis C.DC.[4]
- Carapa carnuosula (Zoll. & Moritzi) Kurz[4]
- Carapa granatum (K.D.Koenig) Alston[4],[7]
- Carapa indica A.Juss.[4],[7]
- Carapa moluccensis sensu DC.[7]
- Carapa obovata Blume, 1825[4],[7],[11]
- Granatum obovatum (Blume) Kuntze[4],[7]
- Xylocarpus benadirensis Mattei[4],[11]
- Xylocarpus carnulosus Zoll. & Moritzi[4]
- Xylocarpus minor Ridl.[4]
- Xylocarpus obovatus (Blume) A.Juss.[4],[11]
- Xylocarpus obovatus (Blume) Spreng.[4]

## Utilisations

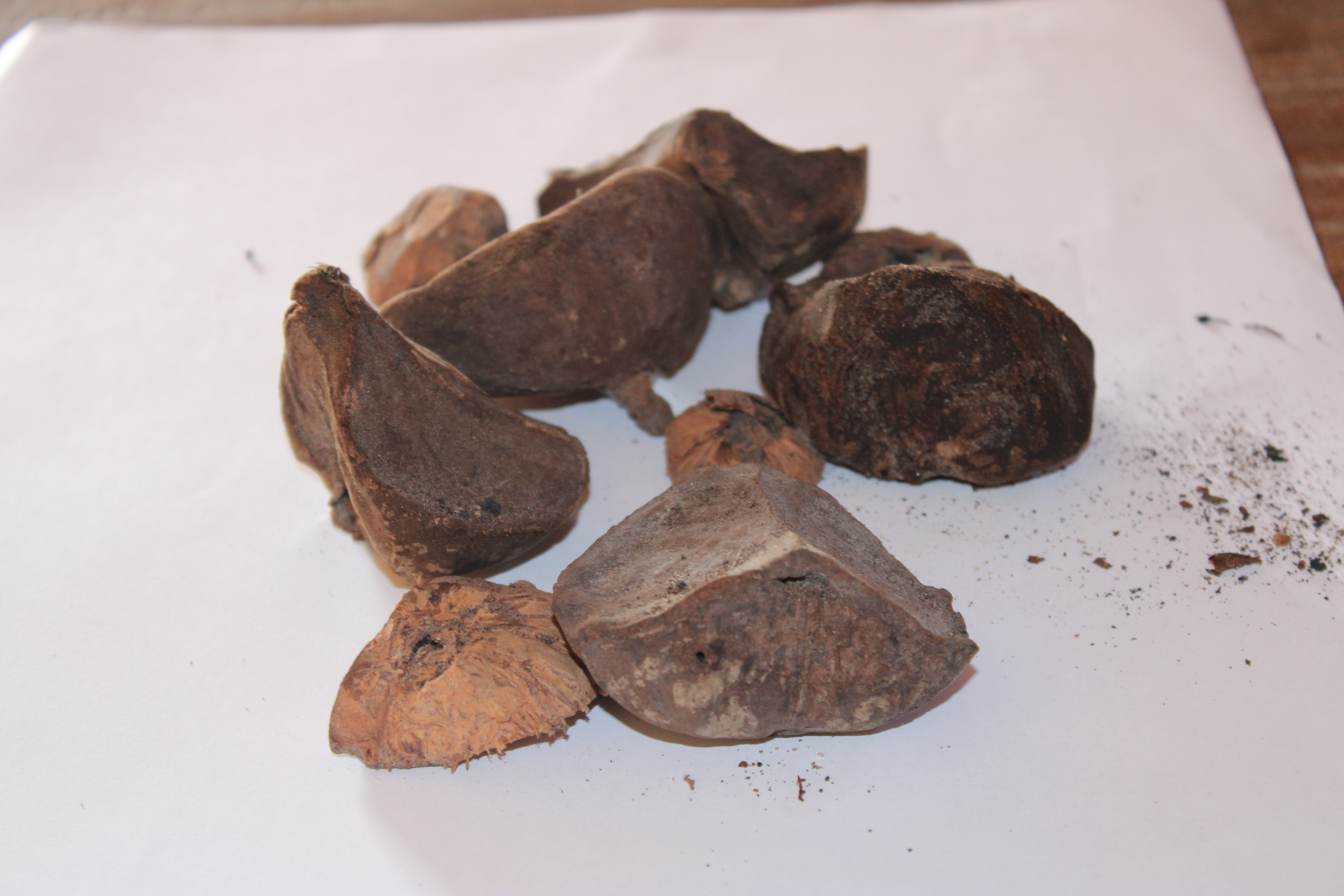
Fruits en morceaux.

L'écorce contient environ 30% de tanins. Le bois, rouge et dur, est de haute qualité pour les cadres de portes et les fenêtres, les meubles et les sculptures, le charbon de bois. Le bois de chauffe est de qualité moyenne. Des parties de l'arbre sont utilisées comme médicament et onguent.